# Bellevue (Nantes)
Pour les articles homonymes, voir Bellevue.
 (novembre 2019).
Si vous disposez d'ouvrages ou d'articles de référence ou si vous connaissez des sites web de qualité traitant du thème abordé ici, merci de compléter l'article en donnant les références utiles à sa vérifiabilité et en les liant à la section « Notes et références ».
Bellevue est un quartier de près de 20 000 habitants dans l'ouest de l'agglomération nantaise et à majorité d'habitat social. Construit à partir des années 1960, il est situé à cheval sur les communes de Nantes et de Saint-Herblain, en Loire-Atlantique.

## Description
Dans la partie nantaise qui fait partie du quartier Bellevue - Chantenay - Sainte-Anne, l'un des onze quartiers de la ville, il est délimité au nord par le quartier des Dervallières, Chantenay au sud, Zola à l'est.
Les bâtiments ne dépassent pas généralement les quatre étages (en ne comptant pas le rez-de-chaussée), mais sont en revanche très longs. Cependant certaines tours comptent une quinzaine d'étages. 
La place principale de la partie nantaise est la place des Lauriers, tandis que la place Pierre-Mendès-France, environ quatre fois plus vaste, se partage entre les deux communes de Nantes et Saint-Herblain. 
De nombreux commerces sont ouverts dans le quartier, qui reste en évolution constante : la médiathèque Lisa-Bresner a été inaugurée en 2013 à Jamet et des nouveaux immeubles ont été construits dans le secteur de la Croix-Bonneau.

## Sécurité
Classé en zone urbaine sensible dans les années 2000, le quartier Bellevue, avec un autre quartier social Nantais, le quartier Malakoff, est classé en 2012 zone de sécurité prioritaire (zones particulièrement touchées par la délinquance et qui « souffrent plus que d’autres d’une insécurité quotidienne et d’une délinquance enracinée »), permettant un renforcement des effectifs de la police nationale. 
En octobre 2013, le périmètre d’intervention de Nantes Métropole sur le projet urbain de Bellevue limité jusqu'ici à la commune de Nantes, a été étendu à celle de Saint-Herblain, créant ainsi le projet du « Grand Bellevue »,.
Il devient ensuite quartier prioritaire, dispositif qui a remplacé en 2015 les zones urbaines sensibles.
Le 16 août 2017 le ministre de l’intérieur Gérard Collomb, annonce pour l'été 2019 le déploiement de la police de sécurité du quotidien (anciennement la police de proximité) dans le cadre de la « reconquête républicaine » des quartiers. Comme d’autres quartiers sociaux Nantais, le quartier Bellevue est retenu avec Dervallières et Malakoff,.

## Transports

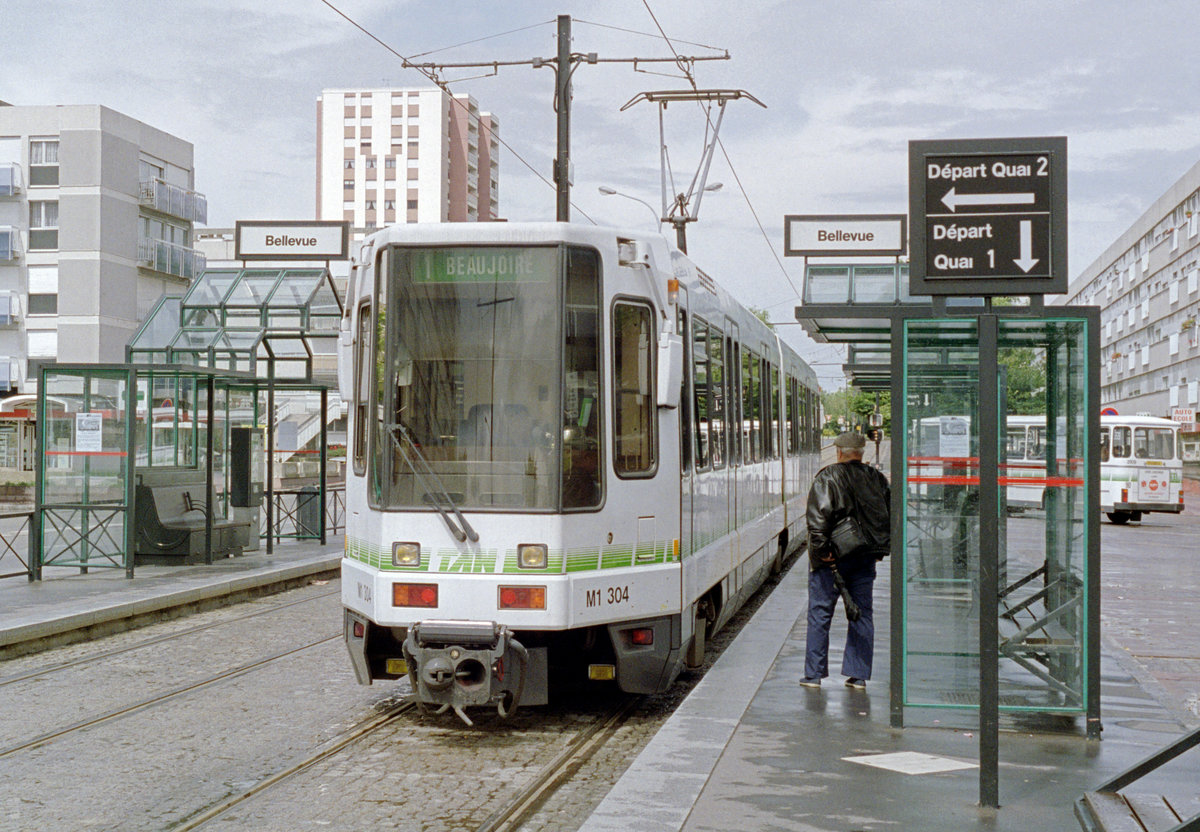
Arrêt Bellevue en 1992.

Le quartier est desservi par de nombreux bus, ainsi que par la ligne 1 du tramway qui comporte les stations :
- Jamet
- Jean Moulin
- Lauriers
- Romain Rolland
- Mendès-France Bellevue
- Romanet

Par ailleurs, sa proximité avec le périphérique de Nantes et le pont de Cheviré en fait l'un des quartiers les mieux desservis de la ville.

## Vie associative

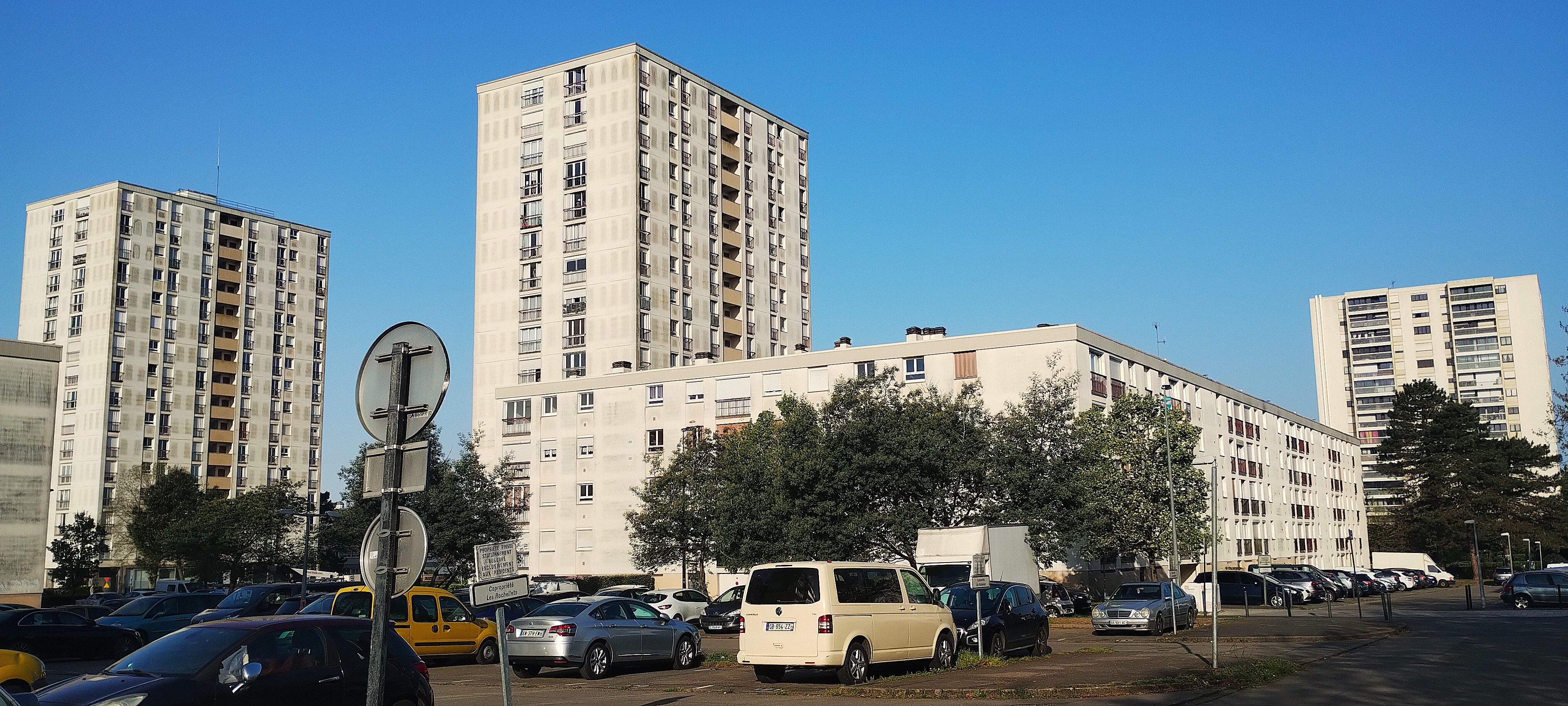
Immeubles de la rue Auguste Menoret

On dénombre une trentaine d'associations dans le quartier dont plusieurs œuvrent dans le social, notamment en développant l'autonomie des filles, l'éducation populaire, l'interculturalité, la solidarité ou la mixité sociale.
Sur la place des Lauriers est située l'association Bellevue 2000, qui regroupe des habitants du quartier, tous bénévoles. Elle fut créée en 1990, et gère notamment une épicerie communautaire, structure d'insertion sociale, située rue Romain-Rolland.
Depuis 2005, l'Association Regart's œuvre aussi sur le quartier en proposant des activités qui vont du bien-être à petit prix, aux activités pour les enfants.  
L'immeuble du Drac (du nom de la rue où il se situe) est en grande partie dédié aux associations telles que Arlène, Styl'Alpaga, la CFDT, les bureaux de Tissé-métisse, Athénor, les Quais de la mémoire, la CSF Bellevue-Bourderies. Il abrite également un centre médico-social et l'équipe de quartier. Initialement, il s'agissait d'un immeuble d'habitations qui a été converti en immeuble associatif avant d'être complètement refait à neuf (entre 2001 et 2006) et qui a rouvert début 2007.
Plus haut se situe le centre de loisirs Méta (maison de l'enfance/terrain d'aventures) de l'Accoord (association pour la réalisation d'activités éducatives, sociales et culturelles).
Depuis 2011, une ludothèque y a été installée proposant des activités ludiques, une collection de jeux et de jouets pour tout public.
Depuis avril 2012, la « maison des habitants et du citoyen de Nantes Bellevue » est ouvert au public. Dans cet espace se trouvent réunis la mairie annexe, le relais accueil petit enfance, un point info parents, l'oasis (temps d'échange parents-enfants), des salles de réunion, et une salle festive.

## Sports
À Bellevue se trouve la Maison des Sports qui finance les projets et le matériel sportifs et qui prête des locaux pour pratiquer :
- du judo (Jamet Sporting Club de Bellevue) au gymnase du Jamet ;
- du jiu jitsu brésilien (Jamet Sporting Club de Bellevue) au gymnase du Jamet ;
- du fitness (Jamet Sporting Club de Bellevue) au gymnase du Jamet ;
- du cross training (Jamet Sporting Club de Bellevue) au gymnase du Jamet ;
- du football (aux Métallos, à Bellevue et à Saint-Yves) ;
- du double-duch (club C'Ouest) ;
- du rugby (club des Métallos) ;
- du futsal (Camus) ;
- du basket-ball (Camus) ;
- de la boxe (Jean Zay) ;
- du kick-boxing (à la Maison des Sports);
- de l'athlétisme (club des Métallos)

## Éducation
Bellevue compte plusieurs établissements scolaires publics et privés : 
- Primaires : 
  - École primaire maternelle Alain-Fournier
  - École primaire Jean-Zay
  - École primaire maternelle Plessis-Cellier
  - École primaire Lucie-Aubrac
  - École primaire La Sensive
  - École primaire La Bernardiere
  - École primaire La Rabotiere

- Secondaires : 
  - Collège Claude-Debussy
  - Collège lycée L'Abbaye
  - Collège La Durantière
  - Collège Ernest-Renan
  - Lycée Albert-Camus
  - Lycée Sacré-Cœur